# Calanthe simplex
Calanthe simplex är en orkidéart som beskrevs av Gunnar Seidenfaden. Calanthe simplex ingår i släktet Calanthe och familjen orkidéer. Inga underarter finns listade i Catalogue of Life.